# 송원여자고등학교
송원여자고등학교(松源女子高等學校)는 대한민국 광주광역시 남구 송하동에 위치한 사립 고등학교이다.

## 학교 연혁
- 1974년 1월 9일 : 개교
- 1978년 3월 23일 : 학교법인 송원학원으로 변경인가, 고제철 이사장 취임
- 1978년 4월 21일 : 송원여자고등학교로 교명 변경
- 2000년 3월 1일 : 24학급 인가
- 2004년 3월 3일 : 남구 송하동 캠퍼스로 신축 이전하여 입학식 거행
- 2023년 7월 27일 : 제2대 경영학 박사 고경주 이사장 취임
- 2024년 9월 1일 : 제15대 정연자 교장 취임
- 2025년 2월 7일 : 제51회 졸업(163명) 졸업생 총수(22,442명)

## 참고 자료
- 송원여자고등학교 - 한국교육학술정보원 학교알리미